# Constantius II van Constantinopel
Constantius II (Grieks: Κωνστάντιος Β΄) (? - Arnavutköy 1859) was patriarch van Constantinopel van 18 augustus 1834 tot 26 september 1835.
Voorafgaand zijn verkiezing tot patriarch in 1834 was hij bisschop van Veliko Tarnovo in Bulgarije. Wegens een ontoereikende opleiding en gebrekkige leidinggevende vaardigheden moest hij na ruim een jaar weer aftreden. Hij trok zich terug naar Arnavutköy aan de Bosporus, waar hij in 1859 overleed. Hij werd begraven in de voorhof van de Heilige Kerk van Asomatoi in Arnavutköy.